# Zajdi, zajdi, jasno sonce
Zajdi, zajdi, jasno sonce (izvorno: Зајди, зајди, јасно сонце; u prijevodu: "Zađi, zađi, jasno sunce") je makedonska pjesma u stilu makedonske novokomponirane narodne glazbe koju je skladao i napisao Aleksandar Sarievski. U novije vrijeme pjesma je stekla izuzetna popularnost diljem Balkana, a u posljednjih šezdeset godina ona je postala jedna od pjesama što narodi bivše Jugoslavije najčešće povezuju s Makedonijom.

## Tekst pjesme
Зајди, зајди, јасно сонце,
Зајди, помрачи се,
И ти, јасна ле месечино,
Бегај, удави се.
Црнеј, горо, црнеј, сестро,
Двајца (двата) да црнееме,
Ти за твоите лисја ле, горо,
Јас за мој`та младост.
Твоите лисја, горо сестро,
Пак ќе ти се вратат,
(А) мој`та младост, горо ле (сестро),
Нема да се врати.

## Nastanak
Pjesmu je napisao i skladao makedonski kantautor Aleksandar Sarievski u stilu novokomponirane makedonske narodne glazbe. Iako je Sarievski skladao melodiju, inspiraciju za tekst pronašao je u drugim makedonskim narodnim pjesama. Sam Sarievski veli:
Pjesma "Zajdi, zajdi, jasno sonce" je nastala po primjeru narodne "Černej, goro, černej, sestro". Slušajući tu pjesmu i ponekad pjevajući je, iz mene je proizašla ideju na napravim nešto slično po sadržaju ali sa sasvim drugačijom melodijom. Tako, polako sam otpevao pjesmu koju je ubrzo postala vrlo popularna svugdje gdje sam je pjevao. Tu pjesmu meni mnogo znači jer su je prihvatili mnogi ljudi koji se bave narodnom muzikom, ali mi prije svega mnogo znači jer ju je narod prihvatio. Uvijek kad sam negdje nastupio mislim da svatko od prisutnih je očekivao da otpjevam ovu pjesmu.
Osim "Crnej, goro, crnej, sestro", tekst pjesme također ima sličnosti s drugim makedonskim narodnim pjesama (na primjer, "Žali, goro, crni, sestro"). Motivi iz tih pjesama su također česti u narodnim pjesmama i usmene pjesme diljem Makedonije, Bugarske i Srbije. Neke su strofe također usporedivi s onim iz zbirci narodnih pjesama Ljubena Karavelova objavljena u 1878 godine.
U 2007. godine je veća pozornost javnosti privukla pjesma nakon što je njezinu melodiju korištena u pjesmi "Message for the Queen" u filmu 300 (film). U intervjuu koji se odnosi na spor, folklorist Nikolaj Kaufman je izjavio da formule analogne onima u Zajdi, zajdi prisutne su u kolekciji Ljubena Karavelova. U istom intervjuu, još jedan istaknut folklorist, Georgi Krajev, navodi da pjesma pripada tradiciji balkanskih kavanskih pjesama.

### Poznati izvođači pjesme
Zajdi, zajdi..., izvode brojni izvođači u svojim izvedbama, vjerojatno je danas najpoznatija ona Toše Proeskog, čija se tragična sudbina potpuno povezala s tužnim tekstom pjesme. Poznate su i izvedbe Harisa Džinovića, Hanke Paldum, Karoline Gočeve, Bobana Markovića, Šerifa Konjevića, Gune Ivanove, Ive Davidove, zagrebačke grupe Ezerki, Radomira Mihajlovića -Točka i brojnih drugih pjevača i instrumentalista.

Sarievski je sam opisao kako je skladao pjesmu: 
| „ | Inspiraciju za pjesmu "Zajdi, zajdi, jasno sonce" dobio sam jer sam često pjevao i još više preslušavao pjesmu "Černej goro, černej sestro". Jednostavno mi je pala na pamet ideja da stihovi pjesme ostanu u istom duhu, ali na potpuno drukčiju melodiju. Od prvog izvođenja pred publikom ona je postala popularna i dobro prihvaćena, gdje god bih je izveo. | ” |
|   | |   |

### Kontroverze oko pjesme
Pjesma je 2007. izazvala priličnu buru, kad su brojni makedonski mediji [ima li poveznica s makedonskih stranica] optužili američkog skladatelja Tylera Batesa da je kod udarne teme Message For The Queen soundtracka za film 300 (o Bitci kod Termopila) plagirao Sarievskog i njegovu Zajdi, zajdi... Bates se branio da se i on inspirirao bugarskim folklorom, te da to nije pjesma Sarievskoga Zajdi, zajdi...

## Vanjske poveznice
- Zajdi, Zajdi u izvedbi Toše Proeskog i tekst pjesme s portala pesna.org  Arhivirana inačica izvorne stranice od 24. ožujka 2010. (Wayback Machine)
- Zajdi, Zajdi u izvedbi autora Aleksandra Sarievskog, s portala YouTube
- Song as originally performed by the late Aleksandar Sarievski
- Zajdi, Zajdi u izvedbi Toše Proeskog, video s portala YouTube
- Zajdi, Zajdi u izvedbi bugarske pjevačice Ive Davidove, s portala YouTube